# Combretum umbricola
Combretum umbricola är en tvåhjärtbladig växtart som beskrevs av Adolf Engler. Combretum umbricola ingår i släktet Combretum och familjen Combretaceae. Inga underarter finns listade i Catalogue of Life.